# Georgina de Albuquerque
Georgina de Albuquerque (Taubaté, 4 febbraio 1885 – Rio de Janeiro, 29 agosto 1962) è stata una pittrice brasiliana della corrente impressionista brasiliana, nota per i suoi dipinti ritraenti soggetti femminili.

## Biografia

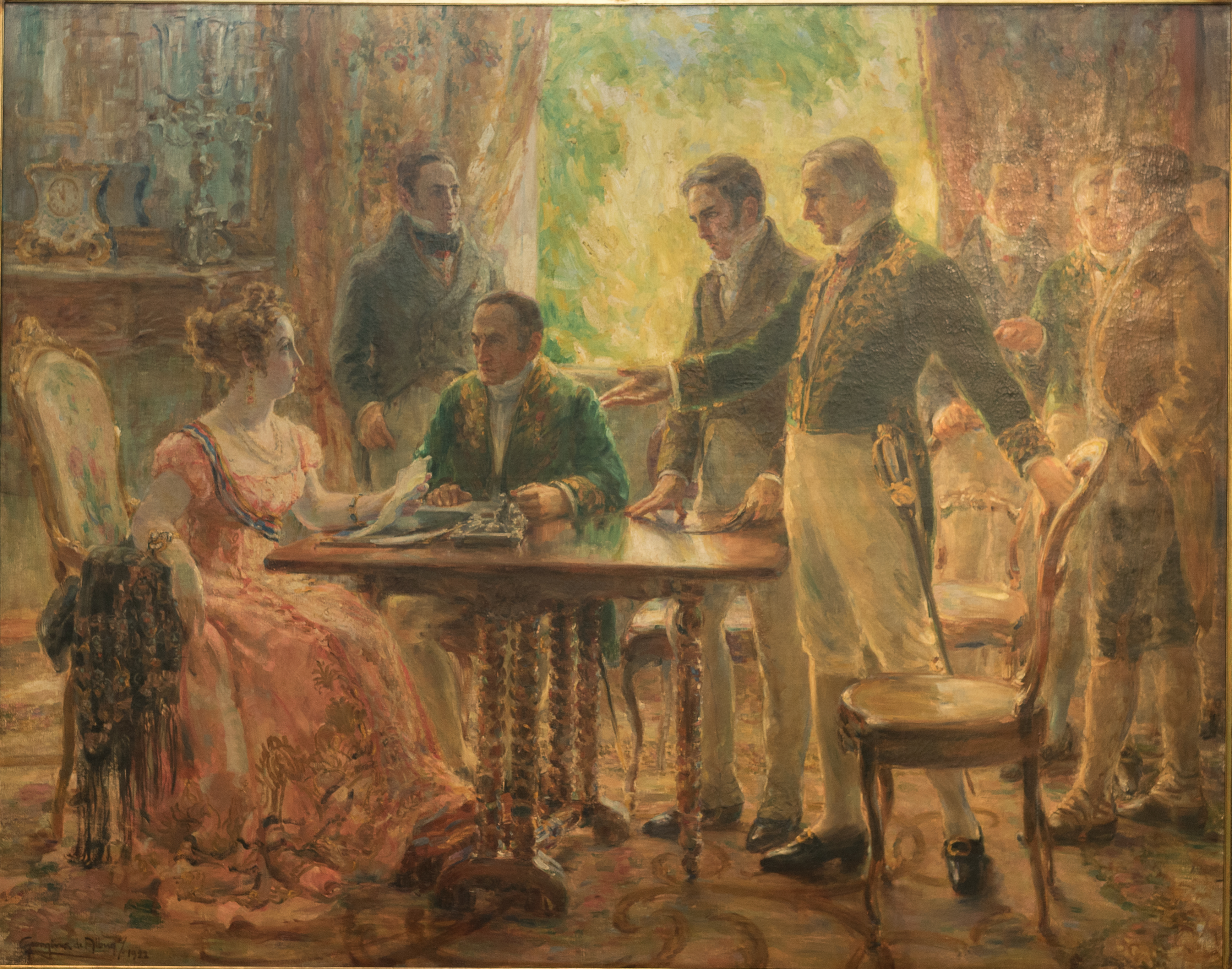
Sessão do Conselho de Estado 1922, uno dei dipinti più noti dell'artista

Nata Georgina de Moura Andrade il 4 febbraio 1885 a Taubaté, San Paolo, iniziò gli studi di pittura all'età di 15 anni nel 1900 nella sua nativa Taubaté. Venne istruita a casa sua dal pittore italiano Rosalbino Santoro, che le insegnò i principi di base della pittura, come le leggi sulla prospettiva e le tecniche di miscelazione della pittura.
All'età di 19 anni si trasferì a Rio de Janeiro nel 1904, dove si iscrisse alla Escola Nacional de Belas Artes (Scuola Nazionale di Belle Arti), studiando con Henrique Bernardelli. Si trasferì a Parigi nel 1906, dopo aver sposato il pittore Lucílio de Albuquerque, dal quale prese il cognome. A Parigi frequentò l'École nationale supérieure des beaux-arts  e l'Académie Julian, dove è stata allieva di Henri Royer. 
Nel 1911 tornò in Brasile ed espose le sue opere a San Paolo. Da allora in poi ha partecipato regolarmente all'Esposizione Generale di Belle Arti.
Nel 1927 divenne professoressa alla Escola Nacional de Belas Artes di Rio de Janeiro, dove insegnò design artistico. Nel 1935 iniziò a insegnare un corso di arti decorative presso l'Institute of Arts dell'Università del Distretto Federale. Nel 1940 fondò il Museu Lucílio de Albuquerque all'interno della sua residenza privata nel quartiere di Laranjeiras. Fece anche dei pionieristici corsi di disegno e pittura per bambini. Tra il 1952 e il 1954 ricoprì l'incarico di direttrice presso la Escola Nacional de Belas Artes.
Morì il 29 agosto 1962 a Rio de Janeiro all'età di 77 anni.